# La Cruz de Illas
La Cruz de Illas (La Cruz d'Illes en asturiano y oficialmente) es una entidad singular de población, con la categoría histórica de lugar, perteneciente al concejo de Castrillón, en el Principado de Asturias (España). Alberga una población de 85 habitantes (INE 2009) y no se enmarca dentro de ninguna de las parroquias de Castrillón, a diferencia de lo que ocurre en el resto de Asturias.

## Barrios
Según el nomenclátor de 2009 el lugar está formado por los barrios de:
- El Pevidal (El Pebidal en asturiano[1]): 13 habitantes.
- Reguero del Medio (El Riegu): 8 habitantes.
- La Cruz de Illas (La Cruz d'Illes): 85 habitantes.